# California Bar
California Bar az Amerikai Egyesült Államok északnyugati részén, Oregon állam Josephine megyéjében elhelyezkedő önkormányzat nélküli település.